# Ich – Einfach unverbesserlich (Filmreihe)
Bei der Filmreihe Ich – Einfach unverbesserlich (engl. Despicable Me), auch bekannt als Minions-Filmreihe, handelt es sich um eine von Universal Pictures vertriebene und von Illumination Entertainment produzierte Animationsfilmreihe. Die Hauptreihe enthält vier Filme. 2015 und 2022 erschienen zwei Prequels, die sich auf die Ursprünge der Minions konzentrieren.

## Überblick
| Premiere      | Film                                       | Regie                       | Drehbuch               | Produktion                                  |
| Hauptreihe    | Hauptreihe                                 | Hauptreihe                  | Hauptreihe             | Hauptreihe                                  |
| ------------- | ------------------------------------------ | --------------------------- | ---------------------- | ------------------------------------------- |
| 20. Juni 2010 | Ich – Einfach unverbesserlich              | Pierre Coffin, Chris Renaud | Cinco Paul, Ken Daurio | John Cohen, Janet Healy, Chris Meledandri   |
| 16. Juni 2013 | Ich – Einfach unverbesserlich 2            | Pierre Coffin, Chris Renaud | Cinco Paul, Ken Daurio | Janet Healy, Chris Meledandri               |
| 14. Juni 2017 | Ich – Einfach unverbesserlich 3            | Pierre Coffin, Kyle Balda   | Cinco Paul, Ken Daurio | Janet Healy, Chris Meledandri               |
| 2. Juli 2024  | Ich – Einfach unverbesserlich 4            | Chris Renaud                | Mike White, Ken Daurio | Janet Healy, Chris Meledandri               |
| Prequels      |                                            |                             |                        |                                             |
| 11. Juni 2015 | Minions                                    | Pierre Coffin, Kyle Balda   | Brian Lynch            | Janet Healy, Chris Meledandri               |
| 13. Juni 2022 | Minions – Auf der Suche nach dem Mini-Boss | Kyle Balda                  | Matthew Fogel          | Janet Healy, Chris Meledandri, Chris Renaud |
| 30. Juni 2027 | Minions 3                                  | Pierre Coffin               | Brian Lynch            | Chris Meledandri, Bill Ryan                 |

## Wiederkehrende Charaktere
| Rolle          | Film                                     | Film                            | Film                            | Film                            | Film          | Film                                          |              | Synchronisation                                  |
| Rolle          | Ich – Einfach unverbesserlich            | Ich – Einfach unverbesserlich 2 | Ich – Einfach unverbesserlich 3 | Ich – Einfach unverbesserlich 4 | Minions       | Minions 2                                     | Minions 3    | Synchronisation                                  |
| -------------- | ---------------------------------------- | ------------------------------- | ------------------------------- | ------------------------------- | ------------- | --------------------------------------------- | ------------ | ------------------------------------------------ |
| Felenious Gru  | Steve Carell                             | Steve Carell                    | Steve Carell                    | Steve Carell                    | Steve Carell  | Steve Carell                                  | Steve Carell | Oliver Rohrbeck                                  |
| Dr. Nefario    | Russell Brand                            | Russell Brand                   | Russell Brand                   | Romesh Ranganathan              | Russell Brand | Russell Brand                                 | N. N.        | Peter Groeger Patrick Winczewski 1 Michael Pan 2 |
| Margo          | Miranda Cosgrove                         | Miranda Cosgrove                | Miranda Cosgrove                | Miranda Cosgrove                |               |                                               | N. N.        | Friedel Morgenstern Emilia Raschewski 2          |
| Mr. Perkins    | Will Arnett                              |                                 |                                 | Will Arnett                     | still         | Will Arnett                                   | N. N.        | Axel Lutter                                      |
| Marlena Gru    | Julie Andrews                            |                                 | Julie Andrews                   | Julie Andrews                   | Julie Andrews | Julie Andrews                                 | N. N.        | Kerstin Sanders-Dornseif                         |
| Edith          | Dana Gaier                               | Dana Gaier                      | Dana Gaier                      | Dana Gaier                      |               | Derya Flechtner Zalina Sanchez 3 Asya Tolaz 2 | N. N.        |                                                  |
| Agnes          | Elsie Fisher                             |                                 | Nev Scharrel                    | Madison Skyy Polan              |               |                                               | N. N.        | Sarah Kunze Hannah Kunze 4 Luiza Kampf 2         |
| Minions        | Pierre CoffinChris RenaudJemaine Clement | Pierre CoffinChris Renaud       | Pierre Coffin                   | Pierre Coffin                   | Pierre Coffin | Pierre Coffin                                 |              | Originalstimmen                                  |
| Vector         | Jason Segel                              | Jason Segel                     |                                 | Jason Segel                     |               |                                               |              |                                                  |
| Mr. Perkins    | Will Arnett                              |                                 |                                 | Will Arnett                     |               |                                               |              |                                                  |
| Fred McDade    | Danny McBride                            |                                 |                                 |                                 |               |                                               |              |                                                  |
| Lucy Wilde     |                                          |                                 | Kristen Wiig                    | Kristen Wiig                    |               |                                               |              | Martina Hill                                     |
| Silas Ramspopo |                                          | Steve Coogan                    | Steve Coogan                    | Steve Coogan                    |               | Steve Coogan                                  |              | Thomas Danneberg Bernd Egger 5                   |
| El Macho       |                                          | Benjamin Bratt                  |                                 | Benjamin Bratt                  |               |                                               |              |                                                  |

## Rezeption

### Einspielergebnisse
Mit einem Einspielergebnis von ca. 5 Milliarden US-Dollar befindet sich die Reihe auf Platz elf der erfolgreichsten Filmreihen. In Deutschland ist sie auf dem neunten Platz (Stand: 10. Oktober 2024).
| Film                                       | Jahr               | Einspielergebnis in US-Dollar | Einspielergebnis in US-Dollar | Einspielergebnis in US-Dollar | Budget        | Quellen |
| Film                                       | Jahr               | Nordamerika                   | Deutschland                   | Weltweit                      | Budget        | Quellen |
| ------------------------------------------ | ------------------ | ----------------------------- | ----------------------------- | ----------------------------- | ------------- | ------- |
| Ich – Einfach unverbesserlich              | 2010               | 251.639.815                   | 26.914.321                    | 543.239.815                   | 69 Millionen  | [ 8 ]   |
| Ich – Einfach unverbesserlich 2            | 2013               | 368.065.385                   | 38.318.983                    | 970.766.005                   | 76 Millionen  | [ 9 ]   |
| Ich – Einfach unverbesserlich 3            | 2017               | 264.624.300                   | 43.830.147                    | 1.034.799.409                 | 80 Millionen  | [ 10 ]  |
| Ich – Einfach unverbesserlich 4            | 2024               | 361.004.205                   | 41.828.132                    | 958.295.529                   | 100 Millionen | [ 11 ]  |
| Hauptreihe gesamt:                         | Hauptreihe gesamt: | 1.245.333.705                 | 150.901.583                   | 3.507.100.758                 | 325 Millionen |         |
| Minions                                    | 2015               | 336.045.770                   | 63.194.771                    | 1.159.398.397                 | 74 Millionen  | [ 12 ]  |
| Minions – Auf der Suche nach dem Mini-Boss | 2022               | 370.270.765                   | 35.969.234                    | 940.203.765                   | 80 Millionen  | [ 13 ]  |
| Prequels gesamt:                           | Prequels gesamt:   | 705.740.980                   | 99.154.264                    | 2.099.602.162                 | 154 Millionen |         |
| Gesamt:                                    | Gesamt:            | 1.951.074.685                 | 250.055.847                   | 5.606.702.920                 | 479 Millionen |         |

### Kritiken
Die ersten beiden Filme wurden überwiegend positiv vom Publikum und Kritikern aufgenommen. Bei den anderen Filmen fielen die Bewertungen und Kritiken gemischt aus (Stand: 13. Oktober 2024).
| Film                                       | Rotten Tomatoes     | Metacritic       | IMDb                      |
| ------------------------------------------ | ------------------- | ---------------- | ------------------------- |
| Ich – Einfach unverbesserlich              | 80 % (203 Kritiken) | 72 (35 Kritiken) | 7,6 (596.741 Bewertungen) |
| Ich – Einfach unverbesserlich 2            | 75 % (187 Kritiken) | 62 (39 Kritiken) | 7,3 (434.746 Bewertungen) |
| Minions                                    | 56 % (224 Kritiken) | 56 (35 Kritiken) | 6,4 (266.339 Bewertungen) |
| Ich – Einfach unverbesserlich 3            | 58 % (195 Kritiken) | 49 (37 Kritiken) | 6,2 (161.965 Bewertungen) |
| Minions – Auf der Suche nach dem Mini-Boss | 69 % (186 Kritiken) | 56 (41 Kritiken) | 6,5 (92.910 Bewertungen)0 |
| Ich – Einfach unverbesserlich 4            | 56 % (165 Kritiken) | 52 (36 Kritiken) | 6,2 (45.252 Bewertungen)0 |